# شتیتاری
شتیتاری (به لاتین: Štítary) یک منطقهٔ مسکونی در جمهوری چک است که در ناحیه زنویمو واقع شده‌است. شتیتاری ۲۴٫۹۷ کیلومتر مربع مساحت و ۶۷۰ نفر جمعیت دارد و ۳۹۸ متر بالاتر از سطح دریا واقع شده‌است.